# Sardagna (Trient)
Sardagna ist eine Fraktion der Landeshauptstadt Trient, in der Provinz Trient, Region Trentino-Südtirol.

## Lage
Der Ort liegt etwa 2 Kilometer westlich des Stadtzentrums von Trient, östlich des Monte Bondone. Nachbarorte sind Candriai im Westen, Vela im Nordosten und Ravina im Süden.

## Etymologie
Der Ortsname blieb seit dem 13. Jahrhundert unverändert. Das lateinische Stammwort „Sartanea“ könnte ähnlich den deutschen Rodungsnamen, mit eine von Wald und Gestrüpp befreite Rodungssiedlung übersetzt werden, die schon von den Römern kultiviert wurde.

## Geschichte
1867 zufällig aufgefundene Grabsteine, deuten dort auf einen römischen Mithraskult. Sardagna wurde erstmals 1205 in einer bischöflichen Urkunde erwähnt. Die ältere Kirche geht auf das 12. Jahrhundert zurück und wurde Ende des 15. Jahrhunderts vergrößert und erweitert. Das Dorf war Herkunftsort des bereits im 15. Jahrhundert dort vorkommenden Familie Sardagna. 1540 erscheint Antonius Sardagna als „Gentilis“ und Patrizier von Trient. Zuvor in den Reichsadel erhoben, erlangte Jakob Sardagna, am 1. Oktober 1579 auch den österreichischen Adelsstand. Die gewachsene Einwohnerzahl erforderte den Bau einer neuen Kirche die 1742 geweiht wurde. Anfang des 19. Jahrhunderts gehörte Sardagna zum Landgericht Trient im Königreich Bayern. 1862 betrug die Bevölkerungszahl 650 Einwohner. 1926 wurde Sardagna nach Trient eingemeindet.

## Sehenswürdigkeiten
- Neue Kirche Santi Filippo e Giacomo
- Alte Kirche Santi Filippo e Giacomo
- Kapelle San Rocco
- Marien-Bildstock
- Wasserfall Sardagna
- Seilbahn Sardagna

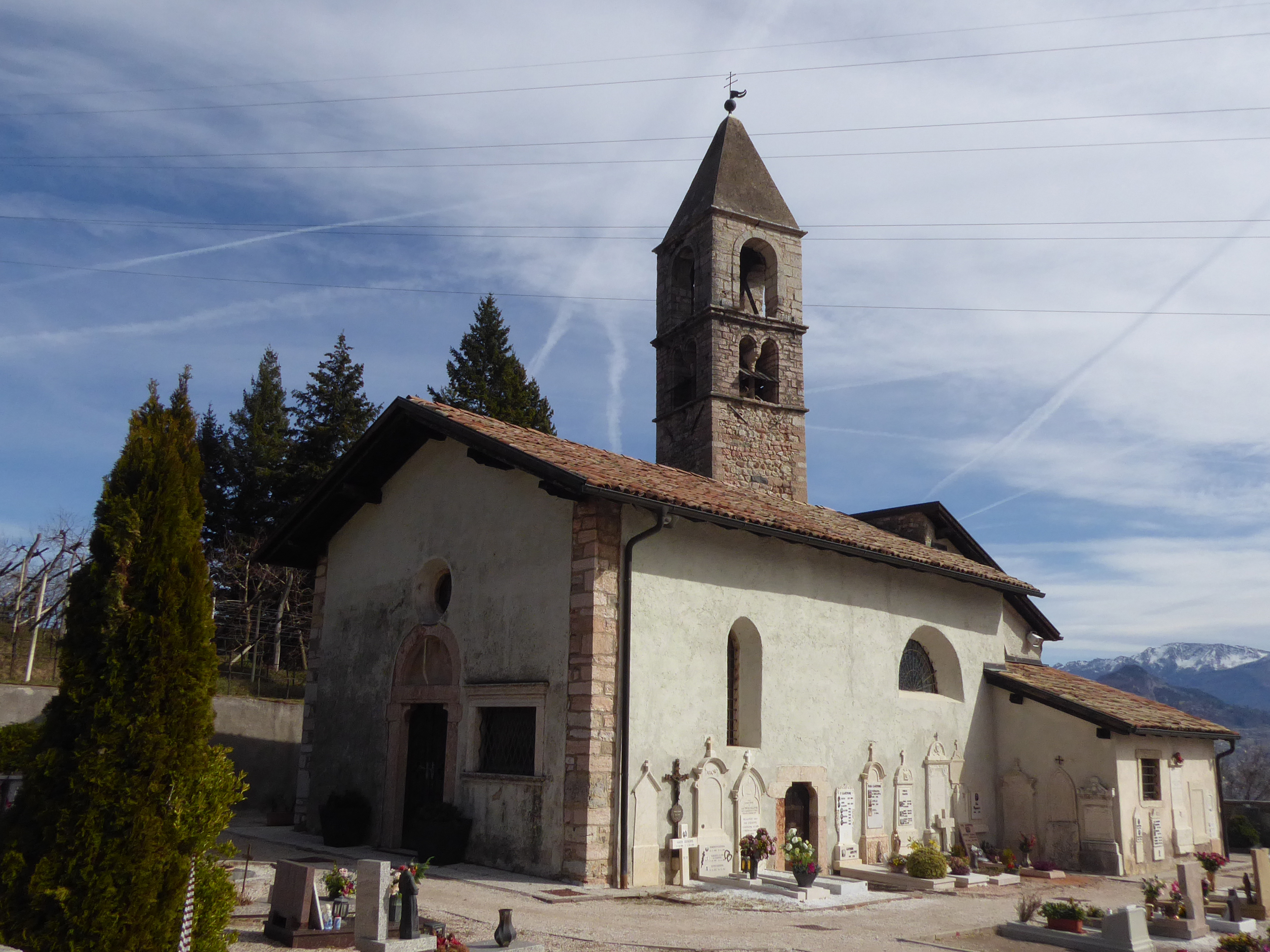
Alte Kirche
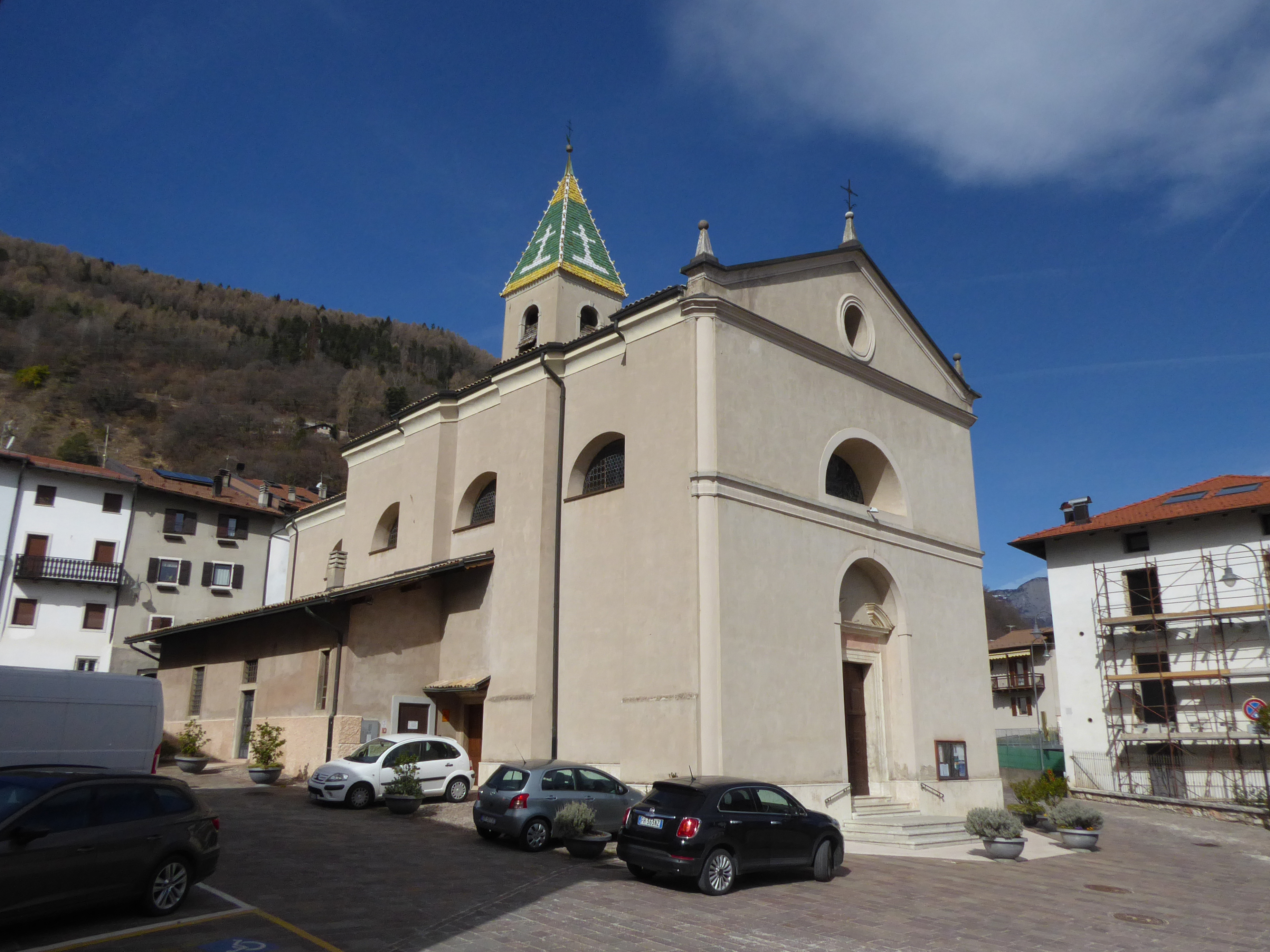
Neue Kirche
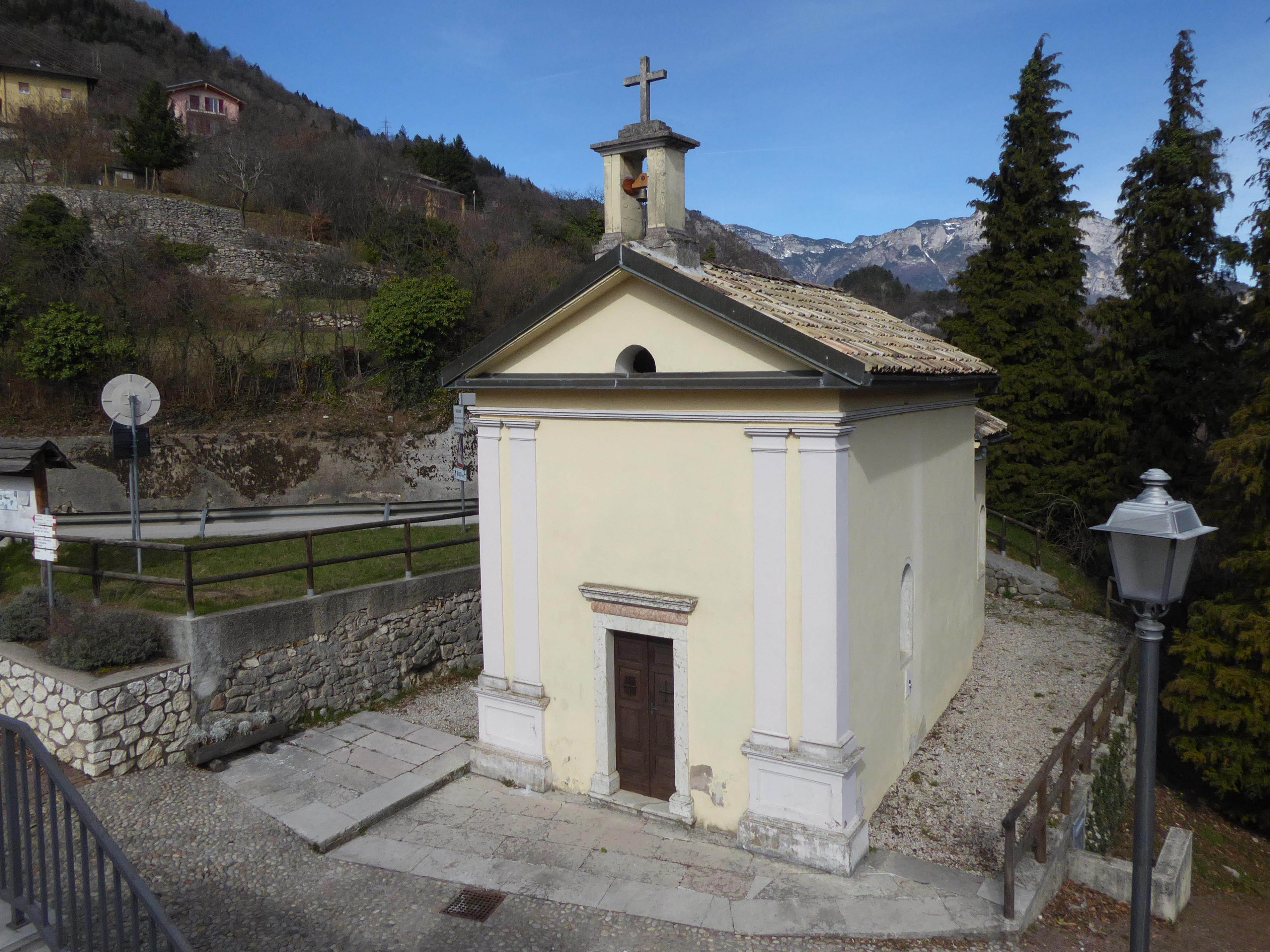
Kapelle
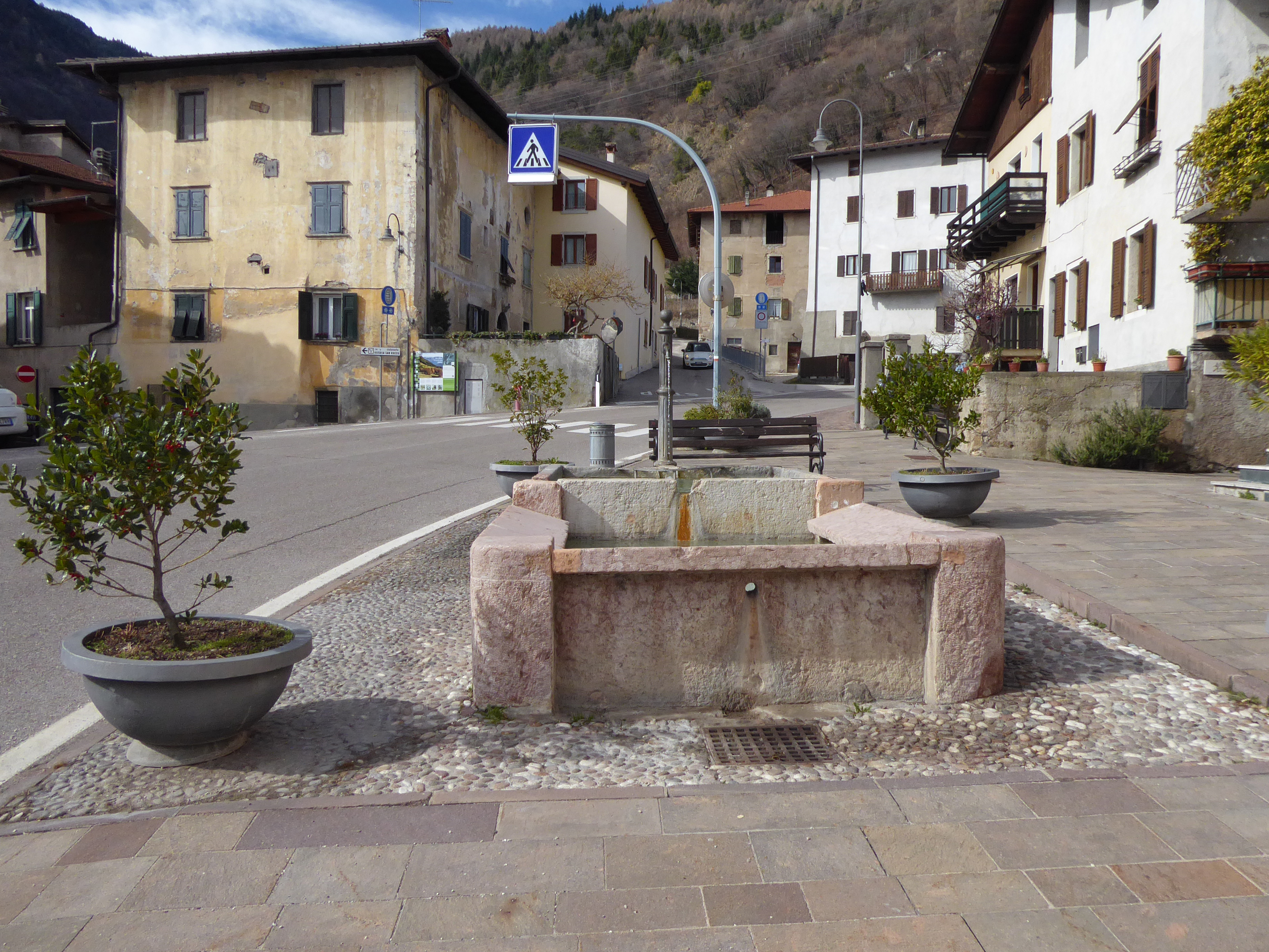
Brunnen